# گوجه قیا
گوجه قیا، روستایی از توابع بخش مرکزی شهرستان زنجان در استان زنجان ایران است.

## جمعیت
این روستا در دهستان معجزات قرار دارد و براساس سرشماری مرکز آمار ایران در سال ۱۳۸۵، جمعیت آن ۵۴۴ نفر (۱۲۵خانوار) بوده‌است.
این روستا یکی از قدیمی‌ترین روستاهای زنجان است که بر اساس سر شماری سال ۹۰ حدود ۱۳ خانوار و حدود ۷۱۲ نفر جمعیت دارد